# رنو اسپاس

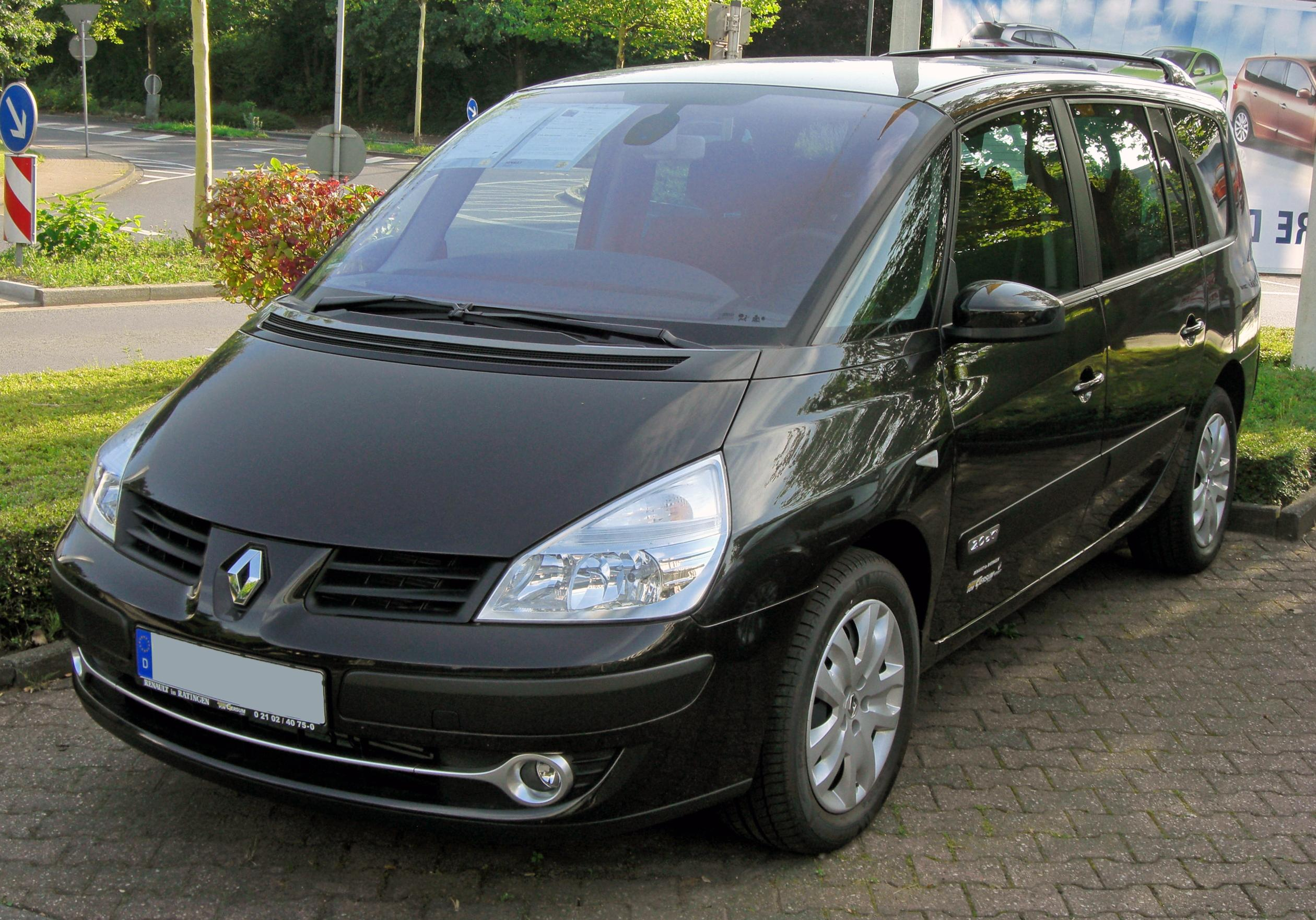

رنو اسپاس (Renault Espace) خودرویی است که از سال ۱۹۸۴ تاکنون تولید شده‌است.
این خودرو در کلاس مینی‌ون قرار گرفته، طراحی آن خودروهای موتور جلو-محور جلو بوده‌است. رنو اسپاس در پنج نسل تولید شده است که یک نسخه ویژه با موتور ۳.۰ لیتری ۶ سیلندر به اسم اونتایم از او ساخته شد که در سال ۲۰۰۲ رونمایی شد به شدت ناموفق بود سال ۲۰۰۴ توقف تولید شد 